# 熏魚

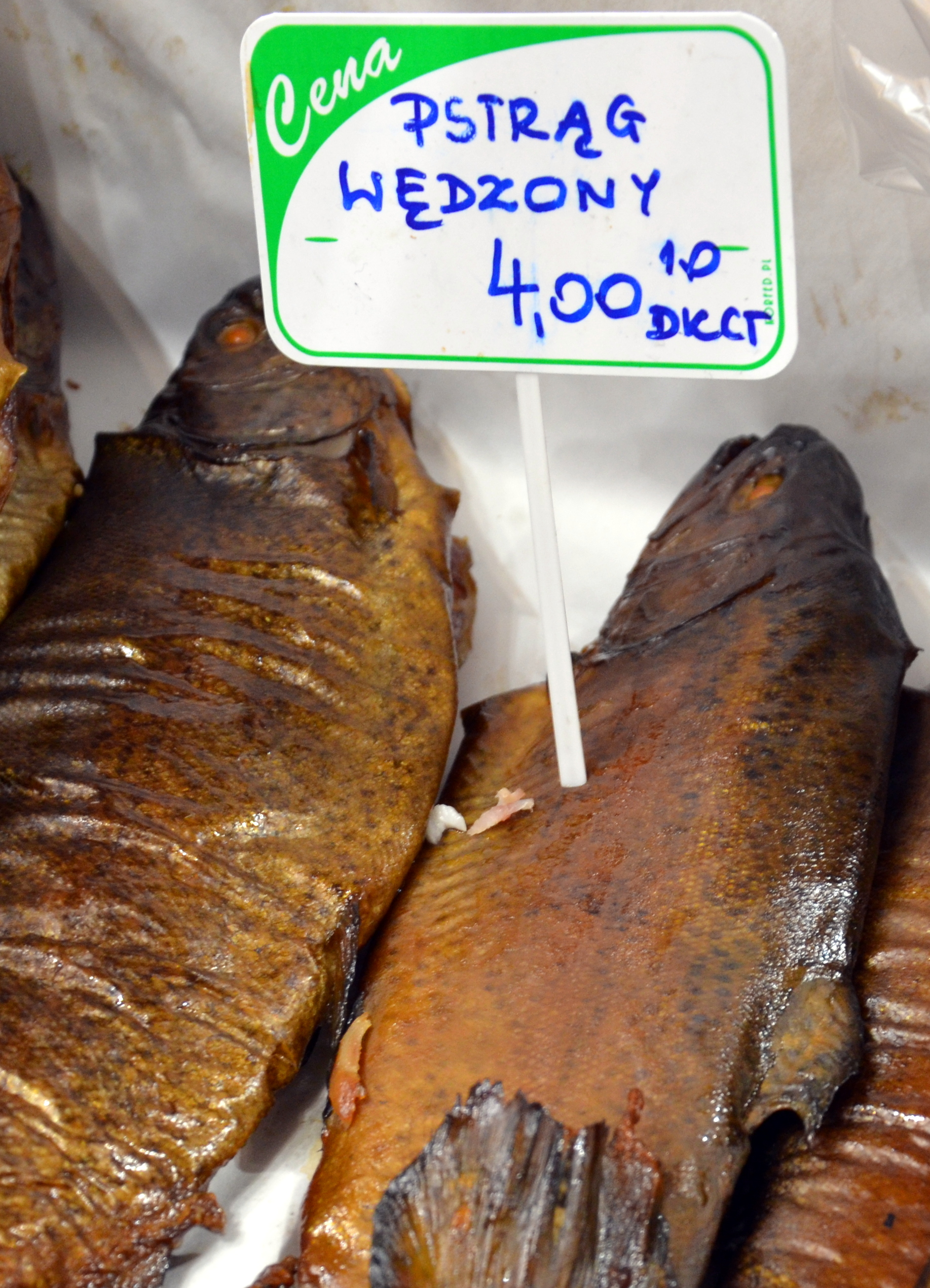
熏製醃製的鱼

熏鱼是指经过熏製醃製的鱼。最初人們將製作熏魚作为保存魚肉的方法。在近代，鱼肉可以通过冷藏和冷冻来保存，因而人們食用熏鱼一般是为了品嘗熏制过程中產生的独特的味道和风味。

## 上海熏魚
上海熏魚屬於本幫菜，雖然菜名上帶有熏魚兩字，但實際上上海熏魚僅通過老抽醃製製成，並不涉及熏製。